# Kibuka
Kibuka var för Bugandafolket i Afrika en stormgud, bror till den högste guden Mukasa.